# Philipp Eng
Philipp Eng (ur. 28 lutego 1990 w Salzburgu) – austriacki kierowca wyścigowy Formuły 2.

## Życiorys
Philipp Eng urodził się 28 lutego 1990 w Salzburgu. Jako 6-latek rozpoczął edukację w szkole podstawowej w Wals. W latach 2000–2004 kontynuował naukę w szkole w Wals w dziale sportowym. Następnie rozpoczął naukę w szkole średniej SSM Salburska.
Karierę rozpoczął w wieku 8 lat jako kierowca gokarta. Był kierowcą Formuły 3 Cup w Dallarze F307 w zespole HS Technik Motorsport i Formuły BMW Europe w BMW FB02 w zespole Mücke Motorsport. W 2007 zdobył tytuł mistrza Formuły BMW World Final w samochodzie BMW FB02 w zespole Mücke Motorsport. Zajął 3. miejsce w Formule BMW Deutschland jeżdżąc w BMW FB02 w zespole ADAC Berlin-Brandenburg.

## Wyniki

### Formuła BMW Deutschland
- 2006: 10 miejsce z dorobkiem 73 punktów

### Formuła BMW World Final
- 2007: 1 miejsce w klasyfikacji generalnej, 1 wyścig: 1 zwycięstwo

### Formuła BMW Deutschland
- 2008: 3 miejsce 595 punktów, 18 wyścigów: 2 zwycięstwa, 6 miejsc na podium

| 5 maja 2008          | 1  | Motorsport Arena Oschersleben | 1 |
| 6 maja 2008          | 2  | Motorsport Arena Oschersleben | 3 |
| 19 maja 2008         | 3  | Lausitzring                   | 4 |
| 27 lipca 2008        | 8  | Zandvoort                     | 3 |
| 28 lipca 2008        | 9  | Zandvoort                     | 2 |
| 25 sierpnia 2008     | 11 | Motorsport Arena Oschersleben | 2 |
| 20 lipca 2008        | 12 | Motorsport Arena Oschersleben | 3 |
| 1 września 2008      | 13 | Nürburgring                   | 5 |
| 2 września 2008      | 14 | Nürburgring                   | 3 |
| 23 września 2008     | 15 | Barcelona                     | 3 |
| 24 września 2008     | 16 | Barcelona                     | 1 |
| 28 października 2008 | 18 | Hockenheinring                | 6 |

#### Formuła BMW Europe
| Legenda oznaczeń w tabelach wyników Wyświetl szablon na nowej stronie | Legenda oznaczeń w tabelach wyników Wyświetl szablon na nowej stronie                                                                     |
| Oznaczenie                                                            | Wyjaśnienie |
| --------------------------------------------------------------------- | --- |
| Złoty                                                                 | Zwycięzca lub mistrzostwo |
| Srebrny                                                               | 2. miejsce lub wicemistrzostwo |
| Brązowy                                                               | 3. miejsce lub II wicemistrzostwo |
| Zielony                                                               | Ukończył, punktował (w klasyfikacji generalnej, gdy zdobył co najmniej jeden punkt na przestrzeni sezonu, poza trzema powyższymi opcjami) |
| Niebieski                                                             | Ukończył, nie punktował (w klasyfikacji generalnej, gdy nie zdobył co najmniej jednego punktu na przestrzeni sezonu)                      |
| Czerwony                                                              | Nie zakwalifikował się (NZ) |
| Czerwony                                                              | Nie prekwalifikował się (NPK) |
| Różowy                                                                | Nie ukończył (NU) |
| Różowy                                                                | Niesklasyfikowany (NS) (w klasyfikacji generalnej, gdy nie został sklasyfikowany w żadnym wyścigu sezonu)                                 |
| Czarny                                                                | Zdyskwalifikowany (DK) |
| Czarny                                                                | Wykluczony (WYK/EX) |
| Biały                                                                 | Nie wystartował (NW) |
| Biały                                                                 | Kontuzjowany (K/INJ) |
| Biały                                                                 | Wyścig odwołany (OD/C) |
| Bez koloru                                                            | Został wycofany (WYC/WD) |
| Bez koloru                                                            | Nie przybył (NP/DNA) |
| Bez koloru                                                            | Nie brał udziału w treningach (NT/DNP) |
| Bez koloru                                                            | Nie został zgłoszony (–) |
| Pogrubienie                                                           | Start z pole position |
| Kursywa                                                               | Najszybsze okrążenie wyścigu |
| †                                                                     | Nie ukończył, ale jego rezultat został zaliczony ze względu na przejechanie więcej niż 90% dystansu wyścigu.                              |
| *                                                                     | Sezon w trakcie |
| 1/2/3                                                                 | Punktowana pozycja w sprincie kwalifikacyjnym                                                                                             |
| Lista systemów punktacji Formuły 1                                    | |

2008: Zespół Mücke Motorsport, 4 wyścigi
| Wyniki:         | Wyniki: | Wyniki:     | Wyniki: | Wyniki:           | Wyniki: |
| Data            | Wyścig  | Tor         | Pozycja | Po kwalifikacjach |         |
| --------------- | ------- | ----------- | ------- | ----------------- | ------- |
| 19 lipca 2008   | 7       | Hockenheim  | 18      | 22                |         |
| 20 lipca 2008   | 8       | Hockenheim  | 12      | 26                |         |
| 2 sierpnia 2008 | 9       | Hungaroring | NU      | 14                |         |
| 3 sierpnia 2008 | 10      | Hungaroring | 18      | 22                |         |

### Formuła 3 Cup
2008: Zespół HS Technik Motorsport, 2 wyścigi: 1 najszybsze okrążenie.
| Wyniki:          | Wyniki:    | Wyniki:    | Wyniki: | Wyniki:           | Wyniki: |
| Data             | Nr wyścigu | Tor        | Pozycja | Po kwalifikacjach |         |
| ---------------- | ---------- | ---------- | ------- | ----------------- | ------- |
| 26 kwietnia 2008 | 1          | Hockenheim | 9       | 2                 |         |
| 27 kwietnia 2008 | 2          | Hockenheim | 1       | 4                 |         |

### Formuła 2
| Legenda oznaczeń w tabelach wyników Wyświetl szablon na nowej stronie | Legenda oznaczeń w tabelach wyników Wyświetl szablon na nowej stronie                                                                     |
| Oznaczenie                                                            | Wyjaśnienie |
| --------------------------------------------------------------------- | --- |
| Złoty                                                                 | Zwycięzca lub mistrzostwo |
| Srebrny                                                               | 2. miejsce lub wicemistrzostwo |
| Brązowy                                                               | 3. miejsce lub II wicemistrzostwo |
| Zielony                                                               | Ukończył, punktował (w klasyfikacji generalnej, gdy zdobył co najmniej jeden punkt na przestrzeni sezonu, poza trzema powyższymi opcjami) |
| Niebieski                                                             | Ukończył, nie punktował (w klasyfikacji generalnej, gdy nie zdobył co najmniej jednego punktu na przestrzeni sezonu)                      |
| Czerwony                                                              | Nie zakwalifikował się (NZ) |
| Czerwony                                                              | Nie prekwalifikował się (NPK) |
| Różowy                                                                | Nie ukończył (NU) |
| Różowy                                                                | Niesklasyfikowany (NS) (w klasyfikacji generalnej, gdy nie został sklasyfikowany w żadnym wyścigu sezonu)                                 |
| Czarny                                                                | Zdyskwalifikowany (DK) |
| Czarny                                                                | Wykluczony (WYK/EX) |
| Biały                                                                 | Nie wystartował (NW) |
| Biały                                                                 | Kontuzjowany (K/INJ) |
| Biały                                                                 | Wyścig odwołany (OD/C) |
| Bez koloru                                                            | Został wycofany (WYC/WD) |
| Bez koloru                                                            | Nie przybył (NP/DNA) |
| Bez koloru                                                            | Nie brał udziału w treningach (NT/DNP) |
| Bez koloru                                                            | Nie został zgłoszony (–) |
| Pogrubienie                                                           | Start z pole position |
| Kursywa                                                               | Najszybsze okrążenie wyścigu |
| †                                                                     | Nie ukończył, ale jego rezultat został zaliczony ze względu na przejechanie więcej niż 90% dystansu wyścigu.                              |
| *                                                                     | Sezon w trakcie |
| 1/2/3                                                                 | Punktowana pozycja w sprincie kwalifikacyjnym                                                                                             |
| Lista systemów punktacji Formuły 1                                    | |

| Sezon | Zespół            | Samochód       | Wyniki w poszczególnych eliminacjach | Wyniki w poszczególnych eliminacjach | Wyniki w poszczególnych eliminacjach | Wyniki w poszczególnych eliminacjach | Wyniki w poszczególnych eliminacjach | Wyniki w poszczególnych eliminacjach | Wyniki w poszczególnych eliminacjach | Wyniki w poszczególnych eliminacjach | Wyniki w poszczególnych eliminacjach | Wyniki w poszczególnych eliminacjach | Wyniki w poszczególnych eliminacjach | Wyniki w poszczególnych eliminacjach | Wyniki w poszczególnych eliminacjach | Wyniki w poszczególnych eliminacjach | Wyniki w poszczególnych eliminacjach | Wyniki w poszczególnych eliminacjach | Wyniki w poszczególnych eliminacjach | Wyniki w poszczególnych eliminacjach | Punkty | Miejsce |
| ----- | ----------------- | -------------- | ------------------------------------ | ------------------------------------ | ------------------------------------ | ------------------------------------ | ------------------------------------ | ------------------------------------ | ------------------------------------ | ------------------------------------ | ------------------------------------ | ------------------------------------ | ------------------------------------ | ------------------------------------ | ------------------------------------ | ------------------------------------ | ------------------------------------ | ------------------------------------ | ------------------------------------ | ------------------------------------ | ------ | ------- |
| 2009  | MotorSport Vision | Williams JPH1  | VAL1                                 | VAL2                                 | BRN1                                 | BRN2                                 | SPA1                                 | SPA2                                 | BRH1                                 | BRH2                                 | DON1                                 | DON2                                 | OSC1                                 | OSC2                                 | IMO1                                 | IMO2                                 | CAT1                                 | CAT2                                 |                                      |                                      | 39     | 8       |
| 2009  | MotorSport Vision | Williams JPH1  | 12                                   | 3                                    | 3                                    | 9                                    | NU                                   | NU                                   | 1                                    | 4                                    | 5                                    | 10                                   | NU                                   | NU                                   | 5                                    | 10                                   | 5                                    | 9                                    |                                      |                                      | 39     | 8       |
| 2010  | MotorSport Vision | Williams JPH1B | SIL1                                 | SIL2                                 | MAR1                                 | MAR2                                 | MON1                                 | MON2                                 | ZOL1                                 | ZOL2                                 | ALG1                                 | ALG2                                 | BRH1                                 | BRH2                                 | BRN1                                 | BRN2                                 | OSC1                                 | OSC2                                 | VAL1                                 | VAL2                                 | 142    | 6       |
| 2010  | MotorSport Vision | Williams JPH1B | 4                                    | 1                                    | 2                                    | 1                                    | 11                                   | NU                                   | 15                                   | 12                                   | 15                                   | 6                                    | 10                                   | 1                                    | 6                                    | 18                                   | 7                                    | 9                                    | 4                                    | 11                                   | 142    | 6       |